# Eyalet di Salonicco
L'eyalet di Salonicco (in turco Eyalet-i Selanik) o eyalet di Tessalonica, fu un eyalet dell'Impero ottomano, nell'area dell'attuale Grecia. Ebbe per capitale Salonicco.

## Geografia antropica

### Suddivisioni amministrative
I sanjak dell'eyalet di Salonicco a metà Ottocento erano i seguenti:
1. Sangiaccato di Trikala (Tessaglia)
2. Sangiaccato di Salonicco (Tessalonica)
3. Sangiaccato di Serres (Macedonia Centrale)
4. Sangiaccato di Drama

## Governatori[2]
- Mehmed Hasib Pasha (settembre 1839 - febbraio 1840)
- Mehmed Alì Pascià (febbraio 1840 - luglio 1840)
- Kizilhisarli ömer Pasha (luglio 1840 - luglio 1843)
- Sirozlu Ibrahim Pasha (luglio 1843 - ottobre 1843)
- Gürcü Mehmed Vasif Pasha (ottobre 1843 - settembre 1845)
- Gümrükcü Mehmed Salih Pasha (settembre 1845 - aprile 1846)
- Kara Osmanzade Yaqub Pasha (aprile 1846 - maggio 1847)
- Dede Mustafa Hifzi Pasha (maggio 1847 - settembre 1848)
- Egribozlu Ebubekir Sami Pasha (settembre 1848 - agosto 1849)
- Cihan Seraskeri Hasan Riza Pasha (agosto 1849 - luglio 1850)
- Kara Osmanzade Yakub Pasha (luglio 1850 - novembre 1851)
- Celalatzade/Evrenoszade Yusuf Siddiq Mehmed Pasha (novembre 1851 - maggio 1853)
- Gümrükcü Mehmed Salih Pasha (maggio 1853 - luglio 1853)
- Ebubekir Rüstem Pasha (agosto 1853 - febbraio 1854)
- Bosnakzade Mehmed Reshid Pasha (febbraio 1854 - luglio 1854)
- Arnavud Mazhar Osman Pasha (luglio 1854 - settembre 1855)
- Sirkatibi Mustafa Nuri Pasha (settembre 1855 - maggio 1856)
- Ahmed Nazir Pasha (maggio 1856 - maggio 1857)
- Abdi Pasha (1857)
- Yozgatli Mehmed Vecihi Pasha (ottobre 1857 - settembre 1858)
- Mirza/Tatar Mehmed Said Pasha (novembre 1858 - agosto 1859)
- Tepedelenlizade Ismail Rahmi Pash (agosto 1859 - gennaio 1860)
- Arnavud Mehmed Akif Pasha (1ª volta) (gennaio 1860 - gennaio 1865)

Passaggio al Vilayet di Salonicco